# Gaspar Téllez-Girón y Sandoval
Gaspar Téllez-Girón y Sandoval (Madrid, 25 maggio 1625 – Madrid, 2 giugno 1694) è stato un generale e politico spagnolo, V duca di Osuna e IX conte di Ureña.

## Biografia
Gaspar Téllez-Girón y Sandoval nacque a Madrid il 25 maggio 1625. Era il figlio secondogenito di Juan Téllez-Girón y Enríquez de Ribera, IV duca di Osuna (1597-1656) e della sua consorte, Isabel Gómez de Sandoval-Rojas y Padilla (nipote di Francisco Gómez de Sandoval y Rojas, valido di Filippo III di Spagna e I duca di Lerma). L'importante politico e militare Pedro Téllez-Girón, III duca di Osuna (viceré di Sicilia dal 1611 al 1616 e di Napoli dal 1616 al 1620) era il nonno paterno di Gaspar. Sin da giovane quest'ultimo fu educato presso la corte imperiale del Re di Spagna Filippo IV d'Asburgo divenendo in seguito suo Gentiluomo di Camera. Successivamente intraprese la carriera militare, dapprima sotto il comando del generale Giovanni d'Austria (figlio illegittimo del Re) in seguito agli ordini di Luis de Benavides Carrillo, marchese di Caracena (del quale avrebbe sposato la figlia Ana Antonia de Benavides Carrillo y Toledo). Lo troviamo come capitano generale delle frontiere della regione della Vecchia Castiglia (dal 1660) e come comandante di cavalleria in Estremadura (dal 1662) nell'ambito della Guerra di restaurazione portoghese. Prese parte alle battaglie di Castelo Rodrigo (1664) e Montes Claros (1665, anche menzionata nelle fonti spagnole come battaglia di Villaviciosa), conclusesi entrambe con la sconfitta delle forze spagnole.
Morto prematuramente il fratello maggiore Pedro (1624-1629), il giovane Gaspar succedette, in seguito alla morte del padre (avvenuta nel 1656) nei feudi e nei titoli di famiglia. Nel 1665 in seguito alla morte del re Filippo IV d'Asburgo, il giovane duca mantenne la propria posizione anche durante il regno del nuovo re Carlo II d'Asburgo. Nel 1667 subentrò a Vincenzo Gonzaga nella carica di Viceré di Catalogna che detenne sino al 1669 venendo sostituito dal duca Francisco Fernández de Córdoba. Durante il suo mandato continuò la costruzione del Palazzo del Viceré (attualmente parte del complesso di edifici noto come Palau Reial Major) e della cittadella di Palamós.
Nel 1670 fu mandato dal Re a sostituire l'anziano duca Paolo Spinola nella carica di Governatore del Ducato di Milano. Durante il suo periodo di governo nella città, il duca ebbe continue discordie con la nobiltà milanese guidata dal marchese Carlo Emanuele d'Este. Quest'ultimo si oppose vivamente alle tasse che il duca Gaspar Tellez Girón impose alla popolazione locale per la riforma dell'esercito imperiale spagnolo. Lo stesso duca venne definito dai milanesi come dissoluto e avido. Il duca Gaspar Tellez Girón nel 1674 fu sostituito con sollievo di tutti dal principe Claude Lamoral, e si vide costretto a ritornare in Spagna ove entrò a far parte del Consiglio delle Fiandre. Nel dicembre del 1675 succedette a Íñigo Fernández de Velasco, VII duca di Frías nella Presidenza del Real Consiglio degli Ordini Militari.
Nel 1683 fu vittima di intrighi tramati alla corte del Re. Il duca Gaspar Téllez-Girón era tra coloro che sostenevano la necessità di un governo più autonomo da parte del sovrano, senza ingerenze da parte dei cortigiani che si trovavano presso la corte imperiale spagnola, fra cui il duca di Medinaceli Juan Francisco de la Cerda Enríquez de Ribera. Quest'ultimo approfittò di uno scandalo che coinvolse il duca di Osuna per allontanarlo dalla corte e metterlo agli arresti. Riabilitato dal sovrano Osuna fu nominato nel 1692 Presidente del Consiglio d'Aragona. L'incarico ebbe breve durata poiché il 2 giugno 1694 durante una seduta del consiglio fu vittima di un ictus, che lo condusse alla morte all'età di 69 anni. Il figlio primogenito Francisco María de Paula Téllez Girón y Benavides gli succedette quale VI duca di Osuna e X conte di Ureña.

## Matrimonio e figli
Gaspar sposò in prime nozze nel 1645 la cugina Feliche de Sandoval y Rojas, morta a Milano il 7 ottobre 1671. Quest'ultima era la figlia quartogenita di Francisco Gómez de Sandoval-Rojas y Padilla, II duca di Lerma (1598-1635) e della sua consorte Feliche Enríquez de Cabrera y Colonna (1594-1676; figlia di Luis Enríquez de Cabrera y Mendoza, duca di Medina de Rioseco e Ammiraglio di Castiglia).
Dal primo matrimonio nacquero:
- Isabel María (1653-1711), V duchessa di Uceda (titolo ereditato dalla madre); sposa nel 1677 Juan Francisco Pacheco Tellez-Girón, III conte di La Puebla de Montalbán
- Mariana Antonia
- María de las Nieves (circa 1660-1732), sposa nel 1678 Luis Francisco de la Cerda y Aragón, IX duca di Medinaceli
- Catalina (?-1714), sposa nel 1688 Antonio Fernando Manrique de la Cueva Silva y Zúñiga
- Jacinta María (?-1696), sposa nel 1690 Juan Enríquez de Guzmán y Córdoba

Gaspar si risposò nel 1672 con Ana Antonia de Benavides-Carrillo y Toledo, (Milano, 14 aprile 1653 - Madrid, 4 dicembre 1707),  figlia di Luis de Benavides Carrillo, III marchese di Caracena. Da questo matrimonio nacquero i seguenti figli:
- Francisco (Madrid, 11 agosto 1678 - Parigi, 13 aprile 1716), VI duca di Osuna, ministro plenipotenziario al Trattato di Utrecht del 1713. Sposa nel 1695 María Remigia Fernández de Velasco y de Tovar, VII marchesa di Berlanga
- Manuela (Madrid, 25 dicembre 1681 - Vienna, 14 maggio 1737), sposa nel 1703 José de la Cerda Manrique de Lara, IV marchese di La Laguna de Camero Viejo
- José María (Madrid, 25 maggio 1685 - Madrid, 8 marzo 1733), VII duca di Osuna.[3] Sposa nel 1721 Francisca Bibiana Pérez de Guzmán y Mendoza, figlia di Manuel Alonso Pérez de Guzmán el Bueno, XII duca di Medina Sidonia.